# A Csodálatos Pókember (2. sorozat)
A Csodálatos Pókember 2. sorozata egy kezdetben kéthavonta, majd havonta megjelenő képregénysorozat volt, ami Magyarországon a Semic Interprint kiadásában jelent meg 2001 és 2010 között.

## Története
1999 decemberében megszűnt a 127 lapszámot megérő A Csodálatos Pókember 1. sorozata. Közel másfél évet kellett várni a Pókemberes képregény újraindulására, amelyre 2001 májusában került sor. Az új széria azonban nem ott folytatódott, ahol a 127. szám befejeződött. A Csodálatos Pókember 2. sorozata az ún. Ultimate Spider-man című amerikai kiadványt közölte. E Pókember-történetek egy alternatív világban játszódnak, Peter Parker ifjúkorában, s semmi közük nincs a korábban megismert történetekhez. E 2000-es évek elején indított lapnak az volt a célja Amerikában, hogy új olvasókat szerezzen a Marvel-kiadónak. Ezek az „újvilági, ultimate” kalandok a kezdetektől mesélik el a Marvel-hősők történetét, így könnyebb olyan olvasóknak bekapcsolódni, akik addig egyáltalán nem követték az egyes karakterek kalandjait. Nyilván emiatt döntött a magyar kiadó is e sorozat közlése mellett, s adta ki azt egészen 2010. decemberéig (az utolsó Ultimate Spider-man-történetet közlő kiadvány a Csodálatos Pókember 2. sorozatának 90. száma volt). Ez idő alatt valamennyi Ultimate Spider-man képregényt kiadott a Semic kiadó (Ultimate Spider-man #1-133, Ultimate Spider-man Annual #1-2 és Ultimatum: Spider-man Requiem #1-2) Magyarországon. Habár úgy tűnt, hogy Amerikában véget ér e széria, ám mint később kiderült, újraindították/folytatták azt Ultimate Comics Spider-man címen. Az előzőekben említett széria 15 számot ért meg, majd újraszámozás keretében a 150. számmal folytatódott a kiadvány (mintha az amerikai sorozat meg se szűnt volna). Végül a 160. számmal újra véget vetettek az amerikai újvilági-Pókember történeteknek, ami jelenlegi hírek szerint hamarosan újraindul majd. Ez az újraindított Ultimate Comics Spider-man-széria mind a rajzai, mind pedig a történetei tekintetében megosztotta az olvasóközönséget. A Semic kiadó ezért úgy döntött, hogy 1999 után visszatér az Amazing-cím közléséhez onnan, ahol a Kingpin kiadó tartott (a legutolsó Pókemberes Kingpin-kiadvány a Pókember: A Másik címet viselte, ami hazánkban 2 kötetben jelent meg; ezekben az alábbi amerikai Pókember kiadványok szerepelnek: Amazing Spider-man: 525-528; Marvel Knights Spider-Man: 19-22 és Friendly Neighborhood Spider-Man: 1-4). 2011 februárjától a Csodálatos Pókember újraindult 1. számmal a borítóján, s e 3. magyar Pókember-sorozat az Amazing Spider-man 529. és 530. számait tartalmazta.

## Számok
A megjelent számok kezdetben 28 oldalasak voltak (2006. decemberéig, a 42. számig), majd 72 oldalasak (2007-es esztendő, 43-54. számok), végül pedig 50 oldalasak lettek (55-90. számok). Először csak egy amerikai történet szerepelt a Pókember-füzetekben, majd a 72 oldalasra bővítéssel immáron 3 Pókember-kalandot olvashatott a rajongó, végül 2 Peter Parker-cselekmény került közlésre a magyar képújságban. 2005 szeptemberéig, a 27. számig kéthavonta jelentek meg a hálószövő szuperhős kalandjai, majd onnantól kezdődően havi megjelenésű lett e Marvel-képregény.

### A Csodálatos Pókember #1
- Megjelent: 2001. május
- Borító eredetije: Ultimate Spider-man Vol. 1 #1 (2000. október)
- Borítót rajzolta: Mark Bagley és Art Thibert
- Eredeti ár: 465 Ft
- Főbb szereplők:
- Dokumentáció: A füzet elején 1 oldalas bevezető olvasható az 1999-ben megszűnt A Csodálatos Pókember 1. sorozatának félbehagyott történeteiről. A lap végén féloldalas ismertető olvasható az amerikai Ultimate Spider-man újságról.

| eredeti kiadvány              | eredeti megjelenés | írta                               | rajzolta    | fordította  | történet eredeti címe | történet magyar címe |
| ----------------------------- | ------------------ | ---------------------------------- | ----------- | ----------- | --------------------- | -------------------- |
| Ultimate Spider-man Vol. 1 #1 | 2000. október      | Brian Michael Bendis és Bill Jemas | Mark Bagley | Hideg Csaba | Powerless             | Erőtlenül            |

### A Csodálatos Pókember #2
- Megjelent: 2001. július
- Borító eredetije: Ultimate Spider-man Vol. 1 #2 (cover A) (2000. november)
- Borítót rajzolta: Mark Bagley
- Eredeti ár: 465 Ft
- Főbb szereplők:
- Megjegyzés: A füzet elején 1 oldalnyi terjedelemben a Pókember mozifilmről olvashatunk információkat. A lap végén féloldalas ismertető olvasható a Magyarországon 1999-ben félbehagyott sorozat ki nem adott részeiről.

| eredeti kiadvány              | eredeti megjelenés | írta                               | rajzolta    | fordította  | történet eredeti címe | történet magyar címe |
| ----------------------------- | ------------------ | ---------------------------------- | ----------- | ----------- | --------------------- | -------------------- |
| Ultimate Spider-man Vol. 1 #1 | 2000. október      | Brian Michael Bendis és Bill Jemas | Mark Bagley | Hideg Csaba | Powerless             | Az erő               |

### A Csodálatos Pókember #3
- Megjelent: 2001. szeptember
- Borító eredetije: Ultimate Spider-man Vol. 1 #2 (cover B) (2000. november)
- Borítót rajzolta: Mark Bagley
- Eredeti ár: 465 Ft
- Főbb szereplők:
- Megjegyzés: A lap végén 2 oldalnyi terjedelemben „Levelek a Pókhálóból” rovat olvasható.

| eredeti kiadvány              | eredeti megjelenés | írta                               | rajzolta    | fordította  | történet eredeti címe | történet magyar címe |
| ----------------------------- | ------------------ | ---------------------------------- | ----------- | ----------- | --------------------- | -------------------- |
| Ultimate Spider-man Vol. 1 #2 | 2000. november     | Brian Michael Bendis és Bill Jemas | Mark Bagley | Bayer Antal | Growing Pains         | Míg felnövünk...     |

### A Csodálatos Pókember #4
- Megjelent: 2001. november
- Borító eredetije: Ultimate Spider-man Vol. 1 #3 (2001. január)
- Borítót rajzolta: Mark Bagley
- Eredeti ár: 465 Ft
- Főbb szereplők:
- Megjegyzés: A lap elején 1 oldalnyi terjedelemben „Levelek a Pókhálóból” rovat olvasható.

| eredeti kiadvány              | eredeti megjelenés | írta                               | rajzolta    | fordította  | történet eredeti címe | történet magyar címe |
| ----------------------------- | ------------------ | ---------------------------------- | ----------- | ----------- | --------------------- | -------------------- |
| Ultimate Spider-man Vol. 1 #3 | 2001. január       | Brian Michael Bendis és Bill Jemas | Mark Bagley | Bayer Antal | Wannabe               | A kezdő              |

### A Csodálatos Pókember #5
- Megjelent: 2002. január
- Borító eredetije: Ultimate Spider-man Vol. 1 #4 (2001. február)
- Borítót rajzolta: Mark Bagley
- Eredeti ár: 465 Ft
- Főbb szereplők:
- Megjegyzés: A lap végén 2 oldalnyi terjedelemben „Levelek a Pókhálóból” rovat olvasható. Ugyancsak e kiadványban a képregény utolsó oldalán egy a 4. számban hibásan közölt (rosszul nyomtatott lap) újraközlése látható.

| eredeti kiadvány              | eredeti megjelenés | írta                               | rajzolta    | fordította  | történet eredeti címe | történet magyar címe |
| ----------------------------- | ------------------ | ---------------------------------- | ----------- | ----------- | --------------------- | -------------------- |
| Ultimate Spider-man Vol. 1 #4 | 2001. február      | Brian Michael Bendis és Bill Jemas | Mark Bagley | Hideg Csaba | With Great Power      | Erő és felelősség    |

### A Csodálatos Pókember #6
- Megjelent: 2002. március
- Borító eredetije: Ultimate Spider-man Vol. 1 #5 (2001. március)
- Borítót rajzolta: Mark Bagley
- Eredeti ár: 465 Ft
- Főbb szereplők:
- Megjegyzés: E füzetben 2 oldalnyi terjedelemben „Levelek a Pókhálóból” rovat olvasható.

| eredeti kiadvány              | eredeti megjelenés | írta                               | rajzolta    | fordította  | történet eredeti címe | történet magyar címe |
| ----------------------------- | ------------------ | ---------------------------------- | ----------- | ----------- | --------------------- | -------------------- |
| Ultimate Spider-man Vol. 1 #5 | 2001. március      | Brian Michael Bendis és Bill Jemas | Mark Bagley | Hideg Csaba | Life Lessons          | Leckék az élettől    |

### A Csodálatos Pókember #7
- Megjelent: 2002. május
- Borító eredetije: Ultimate Spider-man Vol. 1 #6 (2001. április)
- Borítót rajzolta: Mark Bagley
- Eredeti ár: 465 Ft
- Főbb szereplők:

| eredeti kiadvány              | eredeti megjelenés | írta                               | rajzolta    | fordította    | történet eredeti címe | történet magyar címe   |
| ----------------------------- | ------------------ | ---------------------------------- | ----------- | ------------- | --------------------- | ---------------------- |
| Ultimate Spider-man Vol. 1 #6 | 2001. április      | Brian Michael Bendis és Bill Jemas | Mark Bagley | Bárány Ferenc | Big Time Super Hero   | Az évszázad szuperhőse |

### A Csodálatos Pókember #8
- Megjelent: 2002. július
- Borító eredetije: Ultimate Spider-man Vol. 1 #7 (2001. május)
- Borítót rajzolta: Mark Bagley
- Eredeti ár: 465 Ft
- Főbb szereplők:
- Megjegyzés: E füzetben 1 oldalnyi terjedelemben „Levelek a Pókhálóból” rovat olvasható.

| eredeti kiadvány              | eredeti megjelenés | írta                               | rajzolta    | fordította    | történet eredeti címe | történet magyar címe |
| ----------------------------- | ------------------ | ---------------------------------- | ----------- | ------------- | --------------------- | -------------------- |
| Ultimate Spider-man Vol. 1 #7 | 2001. május        | Brian Michael Bendis és Bill Jemas | Mark Bagley | Bárány Ferenc | Secret Identity       | Az álarc mögött      |

### A Csodálatos Pókember #9
- Megjelent: 2002. szeptember
- Borító eredetije: Ultimate Spider-man Vol. 1 #8 (2001. június)
- Borítót rajzolta: Mark Bagley
- Eredeti ár: 465 Ft
- Főbb szereplők:
- Megjegyzés: E füzetben 1 oldalnyi terjedelemben „Levelek a Pókhálóból” rovat olvasható.

| eredeti kiadvány              | eredeti megjelenés | írta                 | rajzolta    | fordította    | történet eredeti címe                  | történet magyar címe |
| ----------------------------- | ------------------ | -------------------- | ----------- | ------------- | -------------------------------------- | -------------------- |
| Ultimate Spider-man Vol. 1 #8 | 2001. június       | Brian Michael Bendis | Mark Bagley | Bárány Ferenc | Learning Curve (Part I): Working Stiff | Napi munka           |

### A Csodálatos Pókember #10
- Megjelent: 2002. november
- Borító eredetije: Ultimate Spider-man Vol. 1 #9 (2001. július)
- Borítót rajzolta: Mark Bagley és Art Thibert
- Eredeti ár: 465 Ft
- Főbb szereplők:
- Megjegyzés: E füzetben 1 oldalnyi terjedelemben „Levelek a Pókhálóból”, további fél oldalon pedig „Adók-ka-pók” cserebere rovat olvasható.

| eredeti kiadvány              | eredeti megjelenés | írta                 | rajzolta    | fordította    | történet eredeti címe                        | történet magyar címe          |
| ----------------------------- | ------------------ | -------------------- | ----------- | ------------- | -------------------------------------------- | ----------------------------- |
| Ultimate Spider-man Vol. 1 #9 | 2001. július       | Brian Michael Bendis | Mark Bagley | Bárány Ferenc | Learning Curve (Part II): Meet the Enforcers | A cím nem került lefordításra |

### A Csodálatos Pókember #11
- Megjelent: 2003. január
- Borító eredetije: Ultimate Spider-man Vol. 1 #10 (2001. augusztus)
- Borítót rajzolta: Mark Bagley és Art Thibert
- Eredeti ár: 465 Ft
- Főbb szereplők:
- Megjegyzés: E füzetben 2 oldalnyi terjedelemben „Levelek a Pókhálóból”, további 1 oldalon pedig „Ti rajzoltátok” címmel rajongók rajzai láthatók.

| eredeti kiadvány               | eredeti megjelenés | írta                 | rajzolta    | fordította    | történet eredeti címe                      | történet magyar címe |
| ------------------------------ | ------------------ | -------------------- | ----------- | ------------- | ------------------------------------------ | -------------------- |
| Ultimate Spider-man Vol. 1 #10 | 2001. augusztus    | Brian Michael Bendis | Mark Bagley | Bárány Ferenc | Learning Curve (Part III): The Worst Thing | Az érinthetetlen     |

### A Csodálatos Pókember #12
- Megjelent: 2003. március
- Borító eredetije: Ultimate Spider-man Vol. 1 #11 (2001. szeptember)
- Borítót rajzolta: Mark Bagley és Art Thibert
- Eredeti ár: 465 Ft
- Főbb szereplők:
- Dokumentáció: 1 oldalas „Marvel szuperhősök a mozikban” (Daredevil, a Fenegyerek és X-men 2) és 1 oldalas Pókember 2 mozifilm-dokumentáció.
- Megjegyzés: E füzetben 1 oldalnyi terjedelemben „Levelek a Pókhálóból”, további 1 oldalon pedig „Ti rajzoltátok” címmel rajongók rajzai láthatók.

| eredeti kiadvány               | eredeti megjelenés | írta                 | rajzolta    | fordította    | történet eredeti címe               | történet magyar címe |
| ------------------------------ | ------------------ | -------------------- | ----------- | ------------- | ----------------------------------- | -------------------- |
| Ultimate Spider-man Vol. 1 #11 | 2001. szeptember   | Brian Michael Bendis | Mark Bagley | Bárány Ferenc | Learning Curve (Part IV): Discovery | Utak                 |

### A Csodálatos Pókember #13
- Megjelent: 2003. május
- Borító eredetije: Ultimate Spider-man Vol. 1 #12 (2001. október)
- Borítót rajzolta: Mark Bagley és Art Thibert
- Eredeti ár: 465 Ft
- Főbb szereplők:
- Megjegyzés: E füzetben 1 oldalnyi terjedelemben „Levelek a Pókhálóból” rovat olvasható.

| eredeti kiadvány               | eredeti megjelenés | írta                 | rajzolta    | fordította    | történet eredeti címe                 | történet magyar címe |
| ------------------------------ | ------------------ | -------------------- | ----------- | ------------- | ------------------------------------- | -------------------- |
| Ultimate Spider-man Vol. 1 #12 | 2001. október      | Brian Michael Bendis | Mark Bagley | Bárány Ferenc | Learning Curve (Part V): Battle Royal | Vezércsel            |

### A Csodálatos Pókember #14
- Megjelent: 2003. július
- Borító eredetije: Ultimate Spider-man Vol. 1 #13 (2001. november)
- Borítót rajzolta: Mark Bagley
- Eredeti ár: 465 Ft
- Főbb szereplők:
- Megjegyzés: E füzetben 1 oldalnyi terjedelemben „Levelek a Pókhálóból” rovat olvasható.

| eredeti kiadvány               | eredeti megjelenés | írta                 | rajzolta    | fordította    | történet eredeti címe | történet magyar címe |
| ------------------------------ | ------------------ | -------------------- | ----------- | ------------- | --------------------- | -------------------- |
| Ultimate Spider-man Vol. 1 #13 | 2001. november     | Brian Michael Bendis | Mark Bagley | Bárány Ferenc | Confessions           | Vallomások           |

### A Csodálatos Pókember #15
- Megjelent: 2003. szeptember
- Borító eredetije: Ultimate Spider-man Vol. 1 #14 (2001. december)
- Borítót rajzolta: Mark Bagley
- Eredeti ár: 465 Ft
- Főbb szereplők:
- Megjegyzés: E füzetben 2 oldalnyi terjedelemben „Levelek a Pókhálóból” rovat olvasható.

| eredeti kiadvány               | eredeti megjelenés | írta                 | rajzolta    | fordította    | történet eredeti címe | történet magyar címe |
| ------------------------------ | ------------------ | -------------------- | ----------- | ------------- | --------------------- | -------------------- |
| Ultimate Spider-man Vol. 1 #14 | 2001. december     | Brian Michael Bendis | Mark Bagley | Bárány Ferenc | Doctor Octopus        | Doktor Octopus       |

### A Csodálatos Pókember #16
- Megjelent: 2003. november
- Borító eredetije: Ultimate Spider-man Vol. 1 #15 (2002. január)
- Borítót rajzolta: Mark Bagley
- Eredeti ár: 465 Ft
- Főbb szereplők:
- Dokumentáció: 1 oldalas Stan Lee-levelezési rovat.
- Megjegyzés: E füzetben 1 oldalnyi terjedelemben „Levelek a Pókhálóból” és „Adok-ka-Pók” rovat olvasható.

| eredeti kiadvány               | eredeti megjelenés | írta                 | rajzolta    | fordította    | történet eredeti címe | történet magyar címe |
| ------------------------------ | ------------------ | -------------------- | ----------- | ------------- | --------------------- | -------------------- |
| Ultimate Spider-man Vol. 1 #15 | 2002. január       | Brian Michael Bendis | Mark Bagley | Bárány Ferenc | Confrontations        | Konfliktusok         |

### A Csodálatos Pókember #17
- Megjelent: 2004. január
- Borító eredetije: Ultimate Spider-man Vol. 1 #16 (2002. február)
- Borítót rajzolta: Mark Bagley
- Eredeti ár: 515 Ft
- Főbb szereplők:
- Megjegyzés: E füzetben 1,5 oldalnyi terjedelemben „Levelek a Pókhálóból” rovat olvasható. További 2 oldalon „Ti rajzoltátok” címmel rajongók rajzai láthatók.

| eredeti kiadvány               | eredeti megjelenés | írta                 | rajzolta    | fordította    | történet eredeti címe | történet magyar címe |
| ------------------------------ | ------------------ | -------------------- | ----------- | ------------- | --------------------- | -------------------- |
| Ultimate Spider-man Vol. 1 #16 | 2002. február      | Brian Michael Bendis | Mark Bagley | Bárány Ferenc | Kraven the Hunter     | Kraven, a Vadász!    |

### A Csodálatos Pókember #18
- Megjelent: 2004. március
- Borító eredetije: Ultimate Spider-man Vol. 1 #17 (2002. március)
- Borítót rajzolta: Mark Bagley
- Eredeti ár: 515 Ft
- Főbb szereplők:
- Megjegyzés: E füzetben 1 oldalnyi terjedelemben „Levelek a Pókhálóból” és „Adok-ka-Pók” rovat olvasható.

| eredeti kiadvány               | eredeti megjelenés | írta                 | rajzolta    | fordította    | történet eredeti címe | történet magyar címe          |
| ------------------------------ | ------------------ | -------------------- | ----------- | ------------- | --------------------- | ----------------------------- |
| Ultimate Spider-man Vol. 1 #17 | 2002. március      | Brian Michael Bendis | Mark Bagley | Bárány Ferenc | Taking Advantage      | A cím nem került lefordításra |

### A Csodálatos Pókember #19
- Megjelent: 2004. május
- Borító eredetije: Ultimate Spider-man Vol. 1 #18 (2002. április)
- Borítót rajzolta: Mark Bagley
- Eredeti ár: 515 Ft
- Főbb szereplők:
- Dokumentáció: 1 oldalas leírás a „Marvel-filmekről”.
- Megjegyzés: E füzetben 1 oldalnyi terjedelemben „Levelek a Pókhálóból” rovat olvasható.

| eredeti kiadvány               | eredeti megjelenés | írta                 | rajzolta    | fordította    | történet eredeti címe | történet magyar címe |
| ------------------------------ | ------------------ | -------------------- | ----------- | ------------- | --------------------- | -------------------- |
| Ultimate Spider-man Vol. 1 #18 | 2002. április      | Brian Michael Bendis | Mark Bagley | Bárány Ferenc | The Cycle             | Sodrásban            |

### A Csodálatos Pókember #20
- Megjelent: 2004. július
- Borító eredetije: Ultimate Spider-man Vol. 1 #19 (2002. május)
- Borítót rajzolta: Mark Bagley
- Eredeti ár: 515 Ft
- Főbb szereplők:
- Dokumentáció: 1 oldalas leírás a „Marvel-filmekről” (Pókember 2).

| eredeti kiadvány               | eredeti megjelenés | írta                 | rajzolta    | fordította    | történet eredeti címe | történet magyar címe |
| ------------------------------ | ------------------ | -------------------- | ----------- | ------------- | --------------------- | -------------------- |
| Ultimate Spider-man Vol. 1 #19 | 2002. május        | Brian Michael Bendis | Mark Bagley | Bárány Ferenc | Piece of Work         | Játszmák             |

### A Csodálatos Pókember #21
- Megjelent: 2004. szeptember
- Borító eredetije: Ultimate Spider-man Vol. 1 #20 (2002. június)
- Borítót rajzolta: Mark Bagley
- Eredeti ár: 515 Ft
- Főbb szereplők:
- Megjegyzés: E füzetben 1 oldalnyi terjedelemben „Levelek a Pókhálóból” rovat olvasható.

| eredeti kiadvány               | eredeti megjelenés | írta                 | rajzolta    | fordította    | történet eredeti címe | történet magyar címe |
| ------------------------------ | ------------------ | -------------------- | ----------- | ------------- | --------------------- | -------------------- |
| Ultimate Spider-man Vol. 1 #20 | 2002. június       | Brian Michael Bendis | Mark Bagley | Bárány Ferenc | Live                  | Élő adás             |

### A Csodálatos Pókember #22
- Megjelent: 2004. november
- Borító eredetije: Ultimate Spider-man Vol. 1 #21 (2002. június)
- Borítót rajzolta: Mark Bagley
- Eredeti ár: 515 Ft
- Főbb szereplők:
- Megjegyzés: E füzetben 1 oldalnyi terjedelemben „Levelek a Pókhálóból” rovat olvasható.

| eredeti kiadvány               | eredeti megjelenés | írta                 | rajzolta    | fordította    | történet eredeti címe | történet magyar címe |
| ------------------------------ | ------------------ | -------------------- | ----------- | ------------- | --------------------- | -------------------- |
| Ultimate Spider-man Vol. 1 #21 | 2002. június       | Brian Michael Bendis | Mark Bagley | Bárány Ferenc | Hunted                | Űzött vad            |

### A Csodálatos Pókember #23
- Megjelent: 2005. január
- Borító eredetije: Ultimate Spider-man Vol. 1 #22 (2002. július)
- Borítót rajzolta: Mark Bagley
- Eredeti ár: 535 Ft
- Főbb szereplők:
- Megjegyzés: E szám kibővített terjedelemmel jelent meg.

| eredeti kiadvány               | eredeti megjelenés | írta                 | rajzolta    | fordította    | történet eredeti címe | történet magyar címe  |
| ------------------------------ | ------------------ | -------------------- | ----------- | ------------- | --------------------- | --------------------- |
| Ultimate Spider-man Vol. 1 #22 | 2002. július       | Brian Michael Bendis | Mark Bagley | Bárány Ferenc | Reflections Of...     | A Zöld Manó visszatér |

### A Csodálatos Pókember #24
- Megjelent: 2005. március
- Borító eredetije: Ultimate Spider-man Vol. 1 #23 (2002. augusztus)
- Borítót rajzolta: Mark Bagley
- Eredeti ár: 535 Ft
- Főbb szereplők:
- Megjegyzés: E füzetben 1 oldalnyi terjedelemben „Levelek a Pókhálóból” rovat olvasható.

| eredeti kiadvány               | eredeti megjelenés | írta                 | rajzolta    | fordította    | történet eredeti címe | történet magyar címe |
| ------------------------------ | ------------------ | -------------------- | ----------- | ------------- | --------------------- | -------------------- |
| Ultimate Spider-man Vol. 1 #23 | 2002. augusztus    | Brian Michael Bendis | Mark Bagley | Bárány Ferenc | Responsible           | Felelősség           |

### A Csodálatos Pókember #25
- Megjelent: 2005. május
- Borító eredetije: Ultimate Spider-man Vol. 1 #24 (2002. szeptember)
- Borítót rajzolta: Mark Bagley
- Eredeti ár: 535 Ft
- Főbb szereplők:
- Megjegyzés: E füzetben 1 oldalnyi terjedelemben „Levelek a Pókhálóból” rovat olvasható.

| eredeti kiadvány               | eredeti megjelenés | írta                 | rajzolta    | fordította    | történet eredeti címe | történet magyar címe |
| ------------------------------ | ------------------ | -------------------- | ----------- | ------------- | --------------------- | -------------------- |
| Ultimate Spider-man Vol. 1 #24 | 2002. szeptember   | Brian Michael Bendis | Mark Bagley | Bárány Ferenc | Ultimatum             | Ultimátum            |

### A Csodálatos Pókember #26
- Megjelent: 2005. július
- Borító eredetije: Ultimate Spider-man Vol. 1 #25 (2002. október)
- Borítót rajzolta: Mark Bagley
- Eredeti ár: 535 Ft
- Főbb szereplők:
- Megjegyzés: E füzetben 1 oldalnyi terjedelemben „Levelek a Pókhálóból” rovat olvasható.

| eredeti kiadvány               | eredeti megjelenés | írta                 | rajzolta    | fordította    | történet eredeti címe | történet magyar címe          |
| ------------------------------ | ------------------ | -------------------- | ----------- | ------------- | --------------------- | ----------------------------- |
| Ultimate Spider-man Vol. 1 #25 | 2002. október      | Brian Michael Bendis | Mark Bagley | Bárány Ferenc | Plasmids              | A cím nem került lefordításra |

### A Csodálatos Pókember #27
- Megjelent: 2005. szeptember
- Borító eredetije: Ultimate Spider-man Vol. 1 #26 (2002. november)
- Borítót rajzolta: Mark Bagley
- Eredeti ár: 535 Ft
- Főbb szereplők:
- Megjegyzés: E füzetben 1 oldalnyi terjedelemben „Levelek a Pókhálóból” rovat olvasható.

| eredeti kiadvány               | eredeti megjelenés | írta                 | rajzolta    | fordította    | történet eredeti címe | történet magyar címe |
| ------------------------------ | ------------------ | -------------------- | ----------- | ------------- | --------------------- | -------------------- |
| Ultimate Spider-man Vol. 1 #26 | 2002. november     | Brian Michael Bendis | Mark Bagley | Bárány Ferenc | Circles               | Körök                |

### A Csodálatos Pókember #28
- Megjelent: 2005. október
- Borító eredetije: Ultimate Spider-man Vol. 1 #27 (2002. november)
- Borítót rajzolta: Mark Bagley
- Eredeti ár: 535 Ft
- Főbb szereplők:
- Megjegyzés: Az elülső és a hátulsó belső borítón „Jövőbelátó rovat” látható az elkövetkezendő számokban feltűnő szereplőkről.

| eredeti kiadvány               | eredeti megjelenés | írta                 | rajzolta    | fordította    | történet eredeti címe | történet magyar címe          |
| ------------------------------ | ------------------ | -------------------- | ----------- | ------------- | --------------------- | ----------------------------- |
| Ultimate Spider-man Vol. 1 #27 | 2002. november     | Brian Michael Bendis | Mark Bagley | Bárány Ferenc | Illegal               | A cím nem került lefordításra |

### A Csodálatos Pókember #29
- Megjelent: 2005. november
- Borító eredetije: Ultimate Spider-man Vol. 1 #28 (2002. december)
- Borítót rajzolta: Mark Bagley
- Eredeti ár: 535 Ft
- Főbb szereplők:

| eredeti kiadvány               | eredeti megjelenés | írta                 | rajzolta    | fordította    | történet eredeti címe | történet magyar címe  |
| ------------------------------ | ------------------ | -------------------- | ----------- | ------------- | --------------------- | --------------------- |
| Ultimate Spider-man Vol. 1 #28 | 2002. december     | Brian Michael Bendis | Mark Bagley | Bárány Ferenc | Sidetracked           | Mikor minden összejön |

### A Csodálatos Pókember #30
- Megjelent: 2005. december
- Borító eredetije: Ultimate Spider-man Vol. 1 #29 (2002. december)
- Borítót rajzolta: Mark Bagley
- Eredeti ár: 535 Ft
- Főbb szereplők:
- Megjegyzés: E füzetben 1 oldalnyi terjedelemben „Levelek a Pókhálóból” rovat olvasható. E szám „Szuperhős-kártyákat” is tartalmazott (csak a kártyák egyik fele van e kiadványhoz csatolva, a másik a Sikoly és a Csodálatos Pókember különszám mellé jelent meg.

| eredeti kiadvány               | eredeti megjelenés | írta                 | rajzolta    | fordította    | történet eredeti címe | történet magyar címe |
| ------------------------------ | ------------------ | -------------------- | ----------- | ------------- | --------------------- | -------------------- |
| Ultimate Spider-man Vol. 1 #29 | 2002. december     | Brian Michael Bendis | Mark Bagley | Bárány Ferenc | Stolen Identity       | Imposztor?           |

### A Csodálatos Pókember #31
- Megjelent: 2006. január
- Borító eredetije: Ultimate Spider-man Vol. 1 #30 (2003. január)
- Borítót rajzolta: Mark Bagley
- Eredeti ár: 535 Ft
- Főbb szereplők:
- Megjegyzés: E füzetben 1 oldalnyi terjedelemben „Levelek a Pókhálóból” rovat olvasható. További 1 oldalon képregényfilm-információk találhatók e lapban.

| eredeti kiadvány               | eredeti megjelenés | írta                 | rajzolta    | fordította    | történet eredeti címe | történet magyar címe          |
| ------------------------------ | ------------------ | -------------------- | ----------- | ------------- | --------------------- | ----------------------------- |
| Ultimate Spider-man Vol. 1 #30 | 2003. január       | Brian Michael Bendis | Mark Bagley | Bárány Ferenc | Emergency             | A cím nem került lefordításra |

### A Csodálatos Pókember #32
- Megjelent: 2006. február
- Borító eredetije: Ultimate Spider-man Vol. 1 #31 (2003. január)
- Borítót rajzolta: Mark Bagley
- Eredeti ár: 535 Ft
- Főbb szereplők:
- Dokumentáció: 1 oldalas Venom-jellemrajz.
- Megjegyzés: E füzetben 1 oldalnyi terjedelemben „Levelek a Pókhálóból” rovat olvasható.

| eredeti kiadvány               | eredeti megjelenés | írta                 | rajzolta    | fordította    | történet eredeti címe | történet magyar címe          |
| ------------------------------ | ------------------ | -------------------- | ----------- | ------------- | --------------------- | ----------------------------- |
| Ultimate Spider-man Vol. 1 #31 | 2003. január       | Brian Michael Bendis | Mark Bagley | Bárány Ferenc | Black Van             | A cím nem került lefordításra |

### A Csodálatos Pókember #33
- Megjelent: 2006. március
- Borító eredetije: Ultimate Spider-man Vol. 1 #32 (2003. február)
- Borítót rajzolta: Mark Bagley
- Eredeti ár: 535 Ft
- Főbb szereplők:
- Megjegyzés: E füzetben 1-1 oldalnyi terjedelemben „Levelek a Pókhálóból” és „Adok-ka-Pók” rovat olvashatóg.

| eredeti kiadvány               | eredeti megjelenés | írta                 | rajzolta    | fordította    | történet eredeti címe | történet magyar címe          |
| ------------------------------ | ------------------ | -------------------- | ----------- | ------------- | --------------------- | ----------------------------- |
| Ultimate Spider-man Vol. 1 #32 | 2003. február      | Brian Michael Bendis | Mark Bagley | Bárány Ferenc | Just a Guy            | A cím nem került lefordításra |

### A Csodálatos Pókember #34
- Megjelent: 2006. április
- Borító eredetije: Ultimate Spider-man Vol. 1 #33 (2003. február)
- Borítót rajzolta: Mark Bagley
- Eredeti ár: 535 Ft
- Főbb szereplők:
- Megjegyzés: E füzetben fél oldalnyi terjedelemben „Levelek a Pókhálóból” rovat található.

| eredeti kiadvány               | eredeti megjelenés | írta                 | rajzolta    | fordította    | történet eredeti címe | történet magyar címe |
| ------------------------------ | ------------------ | -------------------- | ----------- | ------------- | --------------------- | -------------------- |
| Ultimate Spider-man Vol. 1 #33 | 2003. február      | Brian Michael Bendis | Mark Bagley | Bárány Ferenc | Origins               | A kezdetek           |

### A Csodálatos Pókember #35
- Megjelent: 2006. május
- Borító eredetije: Ultimate Spider-man Vol. 1 #34 (2003. március)
- Borítót rajzolta: Mark Bagley
- Eredeti ár: 535 Ft
- Főbb szereplők:
- Megjegyzés: E füzetben fél oldalnyi terjedelemben „Levelek a Pókhálóból” rovat található.

| eredeti kiadvány               | eredeti megjelenés | írta                 | rajzolta    | fordította    | történet eredeti címe | történet magyar címe |
| ------------------------------ | ------------------ | -------------------- | ----------- | ------------- | --------------------- | -------------------- |
| Ultimate Spider-man Vol. 1 #34 | 2003. március      | Brian Michael Bendis | Mark Bagley | Bárány Ferenc | Inheritance           | Az örökség           |

### A Csodálatos Pókember #36
- Megjelent: 2006. június
- Borító eredetije: Ultimate Spider-man Vol. 1 #35 (2003. március)
- Borítót rajzolta: Mark Bagley
- Eredeti ár: 535 Ft
- Főbb szereplők:
- Megjegyzés: E füzetben 1 oldalnyi terjedelemben „Levelek a Pókhálóból” rovat található.

| eredeti kiadvány               | eredeti megjelenés | írta                 | rajzolta    | fordította    | történet eredeti címe | történet magyar címe |
| ------------------------------ | ------------------ | -------------------- | ----------- | ------------- | --------------------- | -------------------- |
| Ultimate Spider-man Vol. 1 #35 | 2003. március      | Brian Michael Bendis | Mark Bagley | Bárány Ferenc | Legacy                | A hagyaték           |

### A Csodálatos Pókember #37
- Megjelent: 2006. július
- Borító eredetije: Ultimate Spider-man Vol. 1 #36 (2003. április)
- Borítót rajzolta: Mark Bagley
- Eredeti ár: 535 Ft
- Főbb szereplők:
- Megjegyzés: E füzetben 1 oldalnyi terjedelemben „Levelek a Pókhálóból” rovat található.

| eredeti kiadvány               | eredeti megjelenés | írta                 | rajzolta    | fordította    | történet eredeti címe | történet magyar címe |
| ------------------------------ | ------------------ | -------------------- | ----------- | ------------- | --------------------- | -------------------- |
| Ultimate Spider-man Vol. 1 #36 | 2003. április      | Brian Michael Bendis | Mark Bagley | Bárány Ferenc | Today                 | Napjainkban          |

### A Csodálatos Pókember #38
- Megjelent: 2006. augusztus
- Borító eredetije: Ultimate Spider-man Vol. 1 #37 (2003. május)
- Borítót rajzolta: Mark Bagley
- Eredeti ár: 535 Ft
- Főbb szereplők:
- Megjegyzés: E füzetben 1 oldalnyi terjedelemben „Levelek a Pókhálóból” rovat található.

| eredeti kiadvány               | eredeti megjelenés | írta                 | rajzolta    | fordította    | történet eredeti címe | történet magyar címe |
| ------------------------------ | ------------------ | -------------------- | ----------- | ------------- | --------------------- | -------------------- |
| Ultimate Spider-man Vol. 1 #37 | 2003. május        | Brian Michael Bendis | Mark Bagley | Bárány Ferenc | Still                 | Régi, új             |

### A Csodálatos Pókember #39
- Megjelent: 2006. szeptember
- Borító eredetije: Ultimate Spider-man Vol. 1 #38 (2003. május)
- Borítót rajzolta: Mark Bagley
- Eredeti ár: 535 Ft
- Főbb szereplők:

| eredeti kiadvány               | eredeti megjelenés | írta                 | rajzolta    | fordította    | történet eredeti címe | történet magyar címe |
| ------------------------------ | ------------------ | -------------------- | ----------- | ------------- | --------------------- | -------------------- |
| Ultimate Spider-man Vol. 1 #38 | 2003. május        | Brian Michael Bendis | Mark Bagley | Bárány Ferenc | Father's Pride        | Apák büszkesége      |

### A Csodálatos Pókember #40
- Megjelent: 2006. október
- Borító eredetije: Ultimate Spider-man Vol. 1 #39 (2003. június)
- Borítót rajzolta: Mark Bagley
- Eredeti ár: 535 Ft
- Főbb szereplők:
- Megjegyzés: E füzetben 2 oldalnyi terjedelemben „Levelek a Pókhálóból” rovat található.

| eredeti kiadvány               | eredeti megjelenés | írta                 | rajzolta    | fordította    | történet eredeti címe | történet magyar címe |
| ------------------------------ | ------------------ | -------------------- | ----------- | ------------- | --------------------- | -------------------- |
| Ultimate Spider-man Vol. 1 #39 | 2003. június       | Brian Michael Bendis | Mark Bagley | Bárány Ferenc | Therapy               | Terápia              |

### A Csodálatos Pókember #41
- Megjelent: 2006. november
- Borító eredetije: Ultimate Spider-man Vol. 1 #40 (2003. július)
- Borítót rajzolta: Mark Bagley
- Eredeti ár: 535 Ft
- Főbb szereplők:
- Megjegyzés: E füzetben 1 oldalnyi terjedelemben „Levelek a Pókhálóból” rovat található.

| eredeti kiadvány               | eredeti megjelenés | írta                 | rajzolta    | fordította    | történet eredeti címe | történet magyar címe |
| ------------------------------ | ------------------ | -------------------- | ----------- | ------------- | --------------------- | -------------------- |
| Ultimate Spider-man Vol. 1 #40 | 2003. július       | Brian Michael Bendis | Mark Bagley | Bárány Ferenc | Average Bear          | Maszk nélkül         |

### A Csodálatos Pókember #42
- Megjelent: 2006. december
- Borító eredetije: Ultimate Spider-man Vol. 1 #41 (2003. július)
- Borítót rajzolta: Mark Bagley
- Eredeti ár: 535 Ft
- Főbb szereplők:

| eredeti kiadvány               | eredeti megjelenés | írta                 | rajzolta    | fordította    | történet eredeti címe | történet magyar címe |
| ------------------------------ | ------------------ | -------------------- | ----------- | ------------- | --------------------- | -------------------- |
| Ultimate Spider-man Vol. 1 #41 | 2003. július       | Brian Michael Bendis | Mark Bagley | Bárány Ferenc | The Letter            | A levél              |

### A Csodálatos Pókember #43
- Megjelent: 2007. január
- Borító eredetije: Ultimate Spider-man Vol. 1 #44 (2003. október)
- Borítót rajzolta: Mark Bagley
- Eredeti ár: 635 Ft
- Főbb szereplők:
- Megjegyzés: A füzet valamennyi lapszáma 2007-ben 72 oldalas terjedelemben jelent meg. A lapokban általában 3 amerikai történet kapott helyet. A füzet elején az Ultimate Spider-man Vol. 1 #42, közepén pedig a #43 és #44 számok eredeti, amerikai borítói láthatók 1-1 oldalnyi terjedelemben. A képregény végén 2 oldalas „Levelek a Pókhálóból” rovat olvasható.

| eredeti kiadvány               | eredeti megjelenés | írta                 | rajzolta    | fordította    | történet eredeti címe | történet magyar címe          |
| ------------------------------ | ------------------ | -------------------- | ----------- | ------------- | --------------------- | ----------------------------- |
| Ultimate Spider-man Vol. 1 #42 | 2003. augusztus    | Brian Michael Bendis | Mark Bagley | Bárány Ferenc | Temptations           | Kísértések és kérdések        |
| Ultimate Spider-man Vol. 1 #43 | 2003. szeptember   | Brian Michael Bendis | Mark Bagley | Bárány Ferenc | Help                  | A cím nem került lefordításra |
| Ultimate Spider-man Vol. 1 #44 | 2003. október      | Brian Michael Bendis | Mark Bagley | Bárány Ferenc | Tampered              | A cím nem került lefordításra |

### A Csodálatos Pókember #44
- Megjelent: 2007. február
- Borító eredetije: Ultimate Spider-man Vol. 1 #47 (2003. december)
- Borítót rajzolta: Mark Bagley
- Eredeti ár: 635 Ft
- Főbb szereplők:
- Megjegyzés: A füzet kezepén az Ultimate Spider-man Vol. 1 #45, #46 és #47 számainak eredeti, amerikai borítói láthatók összesen 1 oldalnyi terjedelemben.

| eredeti kiadvány               | eredeti megjelenés | írta                 | rajzolta    | fordította    | történet eredeti címe | történet magyar címe          |
| ------------------------------ | ------------------ | -------------------- | ----------- | ------------- | --------------------- | ----------------------------- |
| Ultimate Spider-man Vol. 1 #45 | 2003. november     | Brian Michael Bendis | Mark Bagley | Bárány Ferenc | Guilt                 | Bűnök és bűnösök              |
| Ultimate Spider-man Vol. 1 #46 | 2003. november     | Brian Michael Bendis | Mark Bagley | Bárány Ferenc | Afterwards...         | A cím nem került lefordításra |
| Ultimate Spider-man Vol. 1 #47 | 2003. december     | Brian Michael Bendis | Mark Bagley | Bárány Ferenc | Men of Influence      | A cím nem került lefordításra |

### A Csodálatos Pókember #45
- Megjelent: 2007. március
- Borító eredetije: Ultimate Spider-man Vol. 1 #48 (2003. december)
- Borítót rajzolta: Mark Bagley
- Eredeti ár: 635 Ft
- Főbb szereplők:

| eredeti kiadvány               | eredeti megjelenés | írta                 | rajzolta    | fordította    | történet eredeti címe | történet magyar címe          |
| ------------------------------ | ------------------ | -------------------- | ----------- | ------------- | --------------------- | ----------------------------- |
| Ultimate Spider-man Vol. 1 #48 | 2003. december     | Brian Michael Bendis | Mark Bagley | Bárány Ferenc | Suspended             | A cím nem került lefordításra |
| Ultimate Spider-man Vol. 1 #49 | 2004. január       | Brian Michael Bendis | Mark Bagley | Bárány Ferenc | Hero                  | A cím nem került lefordításra |
| Ultimate Spider-man Vol. 1 #50 | 2004. február      | Brian Michael Bendis | Mark Bagley | Bárány Ferenc | Black Cat             | A cím nem került lefordításra |

### A Csodálatos Pókember #46
- Megjelent: 2007. április
- Borító eredetije: Ultimate Spider-man Vol. 1 #51 (2004. február)
- Borítót rajzolta: Mark Bagley
- Eredeti ár: 635 Ft
- Főbb szereplők:
- Megjegyzés: A képregény elején közel 1 oldalas „Levelek a Pókhálóból” rovat olvasható. A füzet közepén az Ultimate Spider-man Vol. 1 #51, #52 és #1/2 számainak eredeti, amerikai borítói láthatók összesen 1 oldalnyi terjedelemben. Az Ultimate Spider-man Vol. 1 #1/2 eredetileg a Wizard-magazinban jelent meg.

| eredeti kiadvány                | eredeti megjelenés | írta                 | rajzolta    | fordította    | történet eredeti címe | történet magyar címe          |
| ------------------------------- | ------------------ | -------------------- | ----------- | ------------- | --------------------- | ----------------------------- |
| Ultimate Spider-man Vol. 1 #50  | 2004. február      | Brian Michael Bendis | Mark Bagley | Bárány Ferenc | Black Cat             | A cím nem került lefordításra |
| Ultimate Spider-man Vol. 1 #51  | 2004. február      | Brian Michael Bendis | Mark Bagley | Bárány Ferenc | Shadow Puppets        | A cím nem került lefordításra |
| Ultimate Spider-man Vol. 1 #52  | 2004. március      | Brian Michael Bendis | Mark Bagley | Bárány Ferenc | Cat Fight             | A cím nem került lefordításra |
| Ultimate Spider-man Vol. 1 #1/2 | 2002               | Brian Michael Bendis | Mark Bagley | Bárány Ferenc |                       | A cím nem került lefordításra |

### A Csodálatos Pókember #47
- Megjelent: 2007. május
- Borító eredetije: Ultimate Spider-man Vol. 1 #54 (2004. május)
- Borítót rajzolta: Mark Bagley
- Eredeti ár: 635 Ft
- Főbb szereplők:
- Dokumentáció: „A Marvel univerzum világai” 2 oldalas jellemzés/összevetés a Bosszú Angyalainak klasszikus és újvilági csapatáról.
- Megjegyzés: A füzet végén az Ultimate Spider-man Vol. 1 #53, #54 és #55 számainak eredeti, amerikai borítói láthatók összesen 1 oldalnyi terjedelemben.

| eredeti kiadvány               | eredeti megjelenés | írta                 | rajzolta    | fordította    | történet eredeti címe | történet magyar címe          |
| ------------------------------ | ------------------ | -------------------- | ----------- | ------------- | --------------------- | ----------------------------- |
| Ultimate Spider-man Vol. 1 #53 | 2004. április      | Brian Michael Bendis | Mark Bagley | Bárány Ferenc | Daughters             | A cím nem került lefordításra |
| Ultimate Spider-man Vol. 1 #54 | 2004. május        | Brian Michael Bendis | Mark Bagley | Bárány Ferenc | Hollywood (Part I)    | A cím nem került lefordításra |
| Ultimate Spider-man Vol. 1 #55 | 2004. május        | Brian Michael Bendis | Mark Bagley | Bárány Ferenc | Hollywood (Part II)   | A cím nem került lefordításra |

### A Csodálatos Pókember #48
- Megjelent: 2007. június
- Borító eredetije: Ultimate Spider-man Vol. 1 #57 (2004. június)
- Borítót rajzolta: Mark Bagley
- Eredeti ár: 635 Ft
- Főbb szereplők:
- Megjegyzés: A füzet elején az Ultimate Spider-man Vol. 1 #56, #57 és #58 számainak eredeti, amerikai borítói láthatók összesen 1 oldalnyi terjedelemben.

| eredeti kiadvány               | eredeti megjelenés | írta                 | rajzolta    | fordította    | történet eredeti címe | történet magyar címe          |
| ------------------------------ | ------------------ | -------------------- | ----------- | ------------- | --------------------- | ----------------------------- |
| Ultimate Spider-man Vol. 1 #56 | 2004. június       | Brian Michael Bendis | Mark Bagley | Bárány Ferenc | Hollywood (Part III)  | A cím nem került lefordításra |
| Ultimate Spider-man Vol. 1 #57 | 2004. június       | Brian Michael Bendis | Mark Bagley | Bárány Ferenc | Hollywood (Part IV)   | A cím nem került lefordításra |
| Ultimate Spider-man Vol. 1 #58 | 2004. július       | Brian Michael Bendis | Mark Bagley | Bárány Ferenc | Hollywood (Part V)    | A cím nem került lefordításra |

### A Csodálatos Pókember #49
- Megjelent: 2007. július
- Borító eredetije: Ultimate Spider-man Vol. 1 #61 (2004. szeptember)
- Borítót rajzolta: Mark Bagley
- Eredeti ár: 635 Ft
- Főbb szereplők:
- Dokumentáció: A képújság legvégén „Klasszikus vs. Ultimate Marvel” 1 oldalas jellemzés olvasható, amely Amerika Kapitány (Steve Rogers) „újvilági” és klasszikus személyének összevetését tartalmazza.
- Megjegyzés: A füzet elején az Ultimate Spider-man Vol. 1 #59, közepén pedig a #60 és #61 számainak eredeti, amerikai borítói láthatók 1-1 oldalnyi terjedelemben. A képregény végén 1 oldalas „Levelek a Pókhálóból” rovat olvasható.

| eredeti kiadvány               | eredeti megjelenés | írta                 | rajzolta    | fordította    | történet eredeti címe | történet magyar címe          |
| ------------------------------ | ------------------ | -------------------- | ----------- | ------------- | --------------------- | ----------------------------- |
| Ultimate Spider-man Vol. 1 #59 | 2004. július       | Brian Michael Bendis | Mark Bagley | Bárány Ferenc | Hollywood (Part VI)   | A cím nem került lefordításra |
| Ultimate Spider-man Vol. 1 #60 | 2004. augusztus    | Brian Michael Bendis | Mark Bagley | Bárány Ferenc | Carnage (Part I)      | A cím nem került lefordításra |
| Ultimate Spider-man Vol. 1 #61 | 2004. szeptember   | Brian Michael Bendis | Mark Bagley | Bárány Ferenc | Carnage (Part II)     | A cím nem került lefordításra |

### A Csodálatos Pókember #50
- Megjelent: 2007. augusztus
- Borító eredetije: Ultimate Spider-man Vol. 1 #50 (2004. február)
- Borítót rajzolta: Mark Bagley
- Eredeti ár: 635 Ft
- Főbb szereplők:
- Megjegyzés: A füzet elején az Ultimate Spider-man Vol. 1 #62, #63 és #64 számainak eredeti, amerikai borítói láthatók összesen 1 oldalnyi terjedelemben. A képregény végén 1 oldalas „Levelek a Pókhálóból” rovat olvasható.

| eredeti kiadvány               | eredeti megjelenés | írta                 | rajzolta    | fordította    | történet eredeti címe | történet magyar címe          |
| ------------------------------ | ------------------ | -------------------- | ----------- | ------------- | --------------------- | ----------------------------- |
| Ultimate Spider-man Vol. 1 #62 | 2004. szeptember   | Brian Michael Bendis | Mark Bagley | Bárány Ferenc | Carnage (Part III)    | A cím nem került lefordításra |
| Ultimate Spider-man Vol. 1 #63 | 2004. október      | Brian Michael Bendis | Mark Bagley | Bárány Ferenc | Carnage (Part IV)     | A cím nem került lefordításra |
| Ultimate Spider-man Vol. 1 #64 | 2004. október      | Brian Michael Bendis | Mark Bagley | Bárány Ferenc | Carnage (Part V)      | A cím nem került lefordításra |

### A Csodálatos Pókember #51
- Megjelent: 2007. szeptember
- Borító eredetije: Ultimate Spider-man Vol. 1 #66 (2004. december)
- Borítót rajzolta: Mark Bagley
- Eredeti ár: 635 Ft
- Főbb szereplők:
- Megjegyzés: A füzet elején az Ultimate Spider-man Vol. 1 #65, végén pedig a #66 és #67 számainak eredeti, amerikai borítói láthatók 1-1 oldalnyi terjedelemben. Ugyancsak a képregény végén 1 oldalas „Levelek a Pókhálóból” rovat olvasható.

| eredeti kiadvány               | eredeti megjelenés | írta                 | rajzolta    | fordította    | történet eredeti címe      | történet magyar címe          |
| ------------------------------ | ------------------ | -------------------- | ----------- | ------------- | -------------------------- | ----------------------------- |
| Ultimate Spider-man Vol. 1 #65 | 2004. november     | Brian Michael Bendis | Mark Bagley | Bárány Ferenc | Detention                  | A cím nem került lefordításra |
| Ultimate Spider-man Vol. 1 #66 | 2004. december     | Brian Michael Bendis | Mark Bagley | Bárány Ferenc | Even We Don't Believe This | A cím nem került lefordításra |
| Ultimate Spider-man Vol. 1 #67 | 2004. december     | Brian Michael Bendis | Mark Bagley | Bárány Ferenc | Jump The Shark             | A cím nem került lefordításra |

### A Csodálatos Pókember #52
- Megjelent: 2007. október
- Borító eredetije: Ultimate Spider-man Vol. 1 #69 (2005. január)
- Borítót rajzolta: Mark Bagley
- Eredeti ár: 635 Ft
- Főbb szereplők:
- Dokumentáció: A képújság legvégén „Klasszikus vs. Ultimate Marvel” 1 oldalas jellemzés olvasható, amely a Vasember (Tony Stark) „újvilági” és klasszikus személyének összevetését tartalmazza.
- Megjegyzés: A füzet elején az Ultimate Spider-man Vol. 1 #68, #69 és #70 számainak eredeti, amerikai borítói láthatók 2 oldalnyi terjedelemben.

| eredeti kiadvány               | eredeti megjelenés | írta                 | rajzolta    | fordította    | történet eredeti címe | történet magyar címe          |
| ------------------------------ | ------------------ | -------------------- | ----------- | ------------- | --------------------- | ----------------------------- |
| Ultimate Spider-man Vol. 1 #68 | 2005. január       | Brian Michael Bendis | Mark Bagley | Bárány Ferenc | Popular               | A cím nem került lefordításra |
| Ultimate Spider-man Vol. 1 #69 | 2005. január       | Brian Michael Bendis | Mark Bagley | Bárány Ferenc | Meet Me               | A cím nem került lefordításra |
| Ultimate Spider-man Vol. 1 #70 | 2005. február      | Brian Michael Bendis | Mark Bagley | Bárány Ferenc | Strange (Part I)      | A cím nem került lefordításra |

### A Csodálatos Pókember #53
- Megjelent: 2007. október
- Borító eredetije: Ultimate Spider-man Vol. 1 #72 (2005. április)
- Borítót rajzolta: Mark Bagley
- Eredeti ár: 635 Ft
- Főbb szereplők:
- Megjegyzés: A füzet elején az Ultimate Spider-man Vol. 1 #71, #72 és #73 számainak eredeti, amerikai borítói láthatók 2 oldalnyi terjedelemben.

| eredeti kiadvány               | eredeti megjelenés | írta                 | rajzolta    | fordította    | történet eredeti címe | történet magyar címe          |
| ------------------------------ | ------------------ | -------------------- | ----------- | ------------- | --------------------- | ----------------------------- |
| Ultimate Spider-man Vol. 1 #71 | 2005. március      | Brian Michael Bendis | Mark Bagley | Bárány Ferenc | Strange (Part II)     | A cím nem került lefordításra |
| Ultimate Spider-man Vol. 1 #72 | 2005. április      | Brian Michael Bendis | Mark Bagley | Bárány Ferenc | Hobgoblin (Part I)    | A cím nem került lefordításra |
| Ultimate Spider-man Vol. 1 #73 | 2005. május        | Brian Michael Bendis | Mark Bagley | Bárány Ferenc | Hobgoblin (Part II)   | A cím nem került lefordításra |

### A Csodálatos Pókember #54
- Megjelent: 2007. december
- Borító eredetije: Ultimate Spider-man Vol. 1 #75 (2005. június)
- Borítót rajzolta: Mark Bagley
- Eredeti ár: 635 Ft
- Főbb szereplők:
- Megjegyzés: A füzet elülső belső borítóján az Ultimate Spider-man Vol. 1 #74, #75 és #76 számainak eredeti, amerikai borítói láthatók féloldalnyi terjedelemben. A képregény végén 1 oldalas „Levelek a Pókhálóból” rovat olvasható.

| eredeti kiadvány               | eredeti megjelenés | írta                 | rajzolta    | fordította    | történet eredeti címe | történet magyar címe          |
| ------------------------------ | ------------------ | -------------------- | ----------- | ------------- | --------------------- | ----------------------------- |
| Ultimate Spider-man Vol. 1 #74 | 2005. május        | Brian Michael Bendis | Mark Bagley | Bárány Ferenc | Hobgoblin (Part III)  | A cím nem került lefordításra |
| Ultimate Spider-man Vol. 1 #75 | 2005. június       | Brian Michael Bendis | Mark Bagley | Bárány Ferenc | Hobgoblin (Part IV)   | A cím nem került lefordításra |
| Ultimate Spider-man Vol. 1 #76 | 2005. június       | Brian Michael Bendis | Mark Bagley | Bárány Ferenc | Hobgoblin (Part V)    | A cím nem került lefordításra |

### A Csodálatos Pókember #55
- Megjelent: 2008. január
- Borító eredetije: Ultimate Spider-man Vol. 1 #78 (2005. augusztus)
- Borítót rajzolta: Mark Bagley
- Eredeti ár: 595 Ft
- Főbb szereplők:
- Megjegyzés: A füzet közepén az Ultimate Spider-man Vol. 1 #77, a füzet végén pedig az Ultimate Spider-man Vol. 1 #78 számainak eredeti, amerikai borítói láthatók 1-1 oldalnyi terjedelemben. Ugyancsak képregény végén 1 oldalas „Levelek a Pókhálóból” rovat olvasható.

| eredeti kiadvány               | eredeti megjelenés | írta                 | rajzolta    | fordította    | történet eredeti címe | történet magyar címe          |
| ------------------------------ | ------------------ | -------------------- | ----------- | ------------- | --------------------- | ----------------------------- |
| Ultimate Spider-man Vol. 1 #77 | 2005. július       | Brian Michael Bendis | Mark Bagley | Bárány Ferenc | Hobgoblin (Part VI)   | A cím nem került lefordításra |
| Ultimate Spider-man Vol. 1 #78 | 2005. augusztus    | Brian Michael Bendis | Mark Bagley | Bárány Ferenc | Dumped                | A cím nem került lefordításra |

### A Csodálatos Pókember #56
- Megjelent: 2008. február
- Borító eredetije: Ultimate Spider-man Vol. 1 #80 (2005. október)
- Borítót rajzolta: Mark Bagley
- Eredeti ár: 595 Ft
- Főbb szereplők:
- Megjegyzés: A lap közepén, 1-1 oldalon, az Ultimate Spider-man Vol. 1 #79 és #80 számainak eredeti, amerikai borítói láthatók. A képregény végén 1 oldalas „Levelek a Pókhálóból” rovat olvasható.

| eredeti kiadvány               | eredeti megjelenés | írta                 | rajzolta    | fordította    | történet eredeti címe | történet magyar címe          |
| ------------------------------ | ------------------ | -------------------- | ----------- | ------------- | --------------------- | ----------------------------- |
| Ultimate Spider-man Vol. 1 #79 | 2005. szeptember   | Brian Michael Bendis | Mark Bagley | Bárány Ferenc | Warriors (Part I)     | A cím nem került lefordításra |
| Ultimate Spider-man Vol. 1 #80 | 2005. október      | Brian Michael Bendis | Mark Bagley | Bárány Ferenc | Warriors (Part II)    | A cím nem került lefordításra |

### A Csodálatos Pókember #57
- Megjelent: 2008. március
- Borító eredetije: Ultimate Spider-man Vol. 1 #81 (2005. október)
- Borítót rajzolta: Mark Bagley
- Eredeti ár: 595 Ft
- Főbb szereplők:
- Megjegyzés: A lap közepén, 1 oldalon, az Ultimate Spider-man Vol. 1 #81 és #82 számainak eredeti, amerikai borítói láthatók. A képregény végén 1 oldalas „Levelek a Pókhálóból” rovat olvasható.

| eredeti kiadvány               | eredeti megjelenés | írta                 | rajzolta    | fordította    | történet eredeti címe | történet magyar címe          |
| ------------------------------ | ------------------ | -------------------- | ----------- | ------------- | --------------------- | ----------------------------- |
| Ultimate Spider-man Vol. 1 #81 | 2005. október      | Brian Michael Bendis | Mark Bagley | Bárány Ferenc | Warriors (Part III)   | A cím nem került lefordításra |
| Ultimate Spider-man Vol. 1 #82 | 2005. november     | Brian Michael Bendis | Mark Bagley | Bárány Ferenc | Warriors (Part IV)    | A cím nem került lefordításra |

### A Csodálatos Pókember #58
- Megjelent: 2008. április
- Borító eredetije: Ultimate Spider-man Vol. 1 #84 (2005. december)
- Borítót rajzolta: Mark Bagley
- Eredeti ár: 595 Ft
- Főbb szereplők:
- Megjegyzés: A lap közepén, 1-1 oldalon, az Ultimate Spider-man Vol. 1 #83 és #84 számainak eredeti, amerikai borítói láthatók. A képregény végén 1 oldalas „Levelek a Pókhálóból” rovat olvasható.

| eredeti kiadvány               | eredeti megjelenés | írta                 | rajzolta    | fordította    | történet eredeti címe | történet magyar címe          |
| ------------------------------ | ------------------ | -------------------- | ----------- | ------------- | --------------------- | ----------------------------- |
| Ultimate Spider-man Vol. 1 #83 | 2005. november     | Brian Michael Bendis | Mark Bagley | Bárány Ferenc | Warriors (Part V)     | A cím nem került lefordításra |
| Ultimate Spider-man Vol. 1 #84 | 2005. december     | Brian Michael Bendis | Mark Bagley | Bárány Ferenc | Warriors (Part VI)    | A cím nem került lefordításra |

### A Csodálatos Pókember #59
- Megjelent: 2008. május
- Borító eredetije: Ultimate Spider-man Vol. 1 #86 (2006. február)
- Borítót rajzolta: Mark Bagley
- Eredeti ár: 595 Ft
- Főbb szereplők:
- Dokumentáció: A képújság legvégén „Klasszikus vs. Ultimate Marvel” 2 oldalas jellemzés olvasható, amely 3 képregényes alak, Silver Sable, Holdlovag és Deadpool „újvilági” és klasszikus személyének összevetését tartalmazza.
- Megjegyzés: A lap végén 1 oldalas „Levelek a Pókhálóból” rovat olvasható. A képregény közepén az Ultimate Spider-man Vol. 1 #85, a füzet végén pedig az Ultimate Spider-man Vol. 1 #86 számainak eredeti, amerikai borítói láthatók 1-1 oldalnyi terjedelemben.

| eredeti kiadvány               | eredeti megjelenés | írta                 | rajzolta    | fordította    | történet eredeti címe | történet magyar címe          |
| ------------------------------ | ------------------ | -------------------- | ----------- | ------------- | --------------------- | ----------------------------- |
| Ultimate Spider-man Vol. 1 #85 | 2006. január       | Brian Michael Bendis | Mark Bagley | Bárány Ferenc | Warriors (Part VII)   | A cím nem került lefordításra |
| Ultimate Spider-man Vol. 1 #86 | 2006. február      | Brian Michael Bendis | Mark Bagley | Bárány Ferenc | Silver Sable (Part I) | A cím nem került lefordításra |

### A Csodálatos Pókember #60
- Megjelent: 2008. június
- Borító eredetije: Ultimate Spider-man Annual Vol. 1 #1 (2005. október)
- Borítót rajzolta: Mark Bagley és Richard Isanove
- Eredeti ár: 595 Ft
- Főbb szereplők:
- Megjegyzés: A lap végén 1 oldalas „Levelek a Pókhálóból” rovat olvasható.

| eredeti kiadvány                     | eredeti megjelenés | írta                 | rajzolta    | fordította    | történet eredeti címe       | történet magyar címe          |
| ------------------------------------ | ------------------ | -------------------- | ----------- | ------------- | --------------------------- | ----------------------------- |
| Ultimate Spider-man Annual Vol. 1 #1 | 2005. október      | Brian Michael Bendis | Mark Brooks | Bárány Ferenc | More Than You Bargained For | A cím nem került lefordításra |

### A Csodálatos Pókember #61
- Megjelent: 2008. július
- Borító eredetije: Ultimate Spider-man Vol. 1 #88 (2006. február)
- Borítót rajzolta: Mark Bagley
- Eredeti ár: 595 Ft
- Főbb szereplők:
- Megjegyzés: A füzet közepén „Jövőbelátó rovat” lelhető 2 oldalas terjedelemben (az elkövetkezendő számokban szereplő egyénekről nyújt felvilágosítást e lapszám). A lap végén 1 oldalas „Levelek a Pókhálóból” rovat olvasható. A hátsó belső borítón fél oldalon az Ultimate Spider-man Vol. 1 #87 és #88 számainak eredeti, amerikai borítói láthatók.

| eredeti kiadvány               | eredeti megjelenés | írta                 | rajzolta    | fordította    | történet eredeti címe   | történet magyar címe          |
| ------------------------------ | ------------------ | -------------------- | ----------- | ------------- | ----------------------- | ----------------------------- |
| Ultimate Spider-man Vol. 1 #87 | 2006. február      | Brian Michael Bendis | Mark Bagley | Bárány Ferenc | Silver Sable (Part II)  | A cím nem került lefordításra |
| Ultimate Spider-man Vol. 1 #88 | 2006. február      | Brian Michael Bendis | Mark Bagley | Bárány Ferenc | Silver Sable (Part III) | A cím nem került lefordításra |

### A Csodálatos Pókember #62
- Megjelent: 2008. augusztus
- Borító eredetije: Ultimate Spider-man Vol. 1 #90 (2006. április)
- Borítót rajzolta: Mark Bagley és Richard Isanove
- Eredeti ár: 595 Ft
- Főbb szereplők:
- Megjegyzés: A füzet közepén az Ultimate Spider-man Vol. 1 #89 és #90 számainak eredeti, amerikai borítói láthatók 1-1 oldalnyi terjedelemben. A lap végén 1 oldalas „Levelek a Pókhálóból” rovat olvasható. A hátsó belső borítón 1 oldalas „közvélemény-kutatás”-felhívás található.

| eredeti kiadvány               | eredeti megjelenés | írta                 | rajzolta    | fordította    | történet eredeti címe  | történet magyar címe          |
| ------------------------------ | ------------------ | -------------------- | ----------- | ------------- | ---------------------- | ----------------------------- |
| Ultimate Spider-man Vol. 1 #89 | 2006. március      | Brian Michael Bendis | Mark Bagley | Bárány Ferenc | Silver Sable (Part IV) | A cím nem került lefordításra |
| Ultimate Spider-man Vol. 1 #90 | 2006. április      | Brian Michael Bendis | Mark Bagley | Bárány Ferenc | Silver Sable (Part V)  | A cím nem került lefordításra |

### A Csodálatos Pókember #63
- Megjelent: 2008. szeptember
- Borító eredetije: Ultimate Spider-man Vol. 1 #92 (2006. május)
- Borítót rajzolta: Mark Bagley
- Eredeti ár: 595 Ft
- Főbb szereplők:
- Megjegyzés: A füzet közepén az Ultimate Spider-man Vol. 1 #91 és #92 számainak eredeti, amerikai borítói láthatók 1-1 oldalnyi terjedelemben. A lap végén 1 oldalas „Levelek a Pókhálóból” rovat olvasható.

| eredeti kiadvány               | eredeti megjelenés | írta                 | rajzolta    | fordította  | történet eredeti címe | történet magyar címe          |
| ------------------------------ | ------------------ | -------------------- | ----------- | ----------- | --------------------- | ----------------------------- |
| Ultimate Spider-man Vol. 1 #91 | 2006. április      | Brian Michael Bendis | Mark Bagley | Bayer Antal | Deadpool (Part I)     | Holtbiztos: Deadpool          |
| Ultimate Spider-man Vol. 1 #92 | 2006. május        | Brian Michael Bendis | Mark Bagley | Bayer Antal | Deadpool (Part II)    | A cím nem került lefordításra |

### A Csodálatos Pókember #64
- Megjelent: 2008. október
- Borító eredetije: Ultimate Spider-man Vol. 1 #93 (2006. június)
- Borítót rajzolta: Mark Bagley
- Eredeti ár: 595 Ft
- Főbb szereplők:

| eredeti kiadvány               | eredeti megjelenés | írta                 | rajzolta    | fordította    | történet eredeti címe | történet magyar címe           |
| ------------------------------ | ------------------ | -------------------- | ----------- | ------------- | --------------------- | ------------------------------ |
| Ultimate Spider-man Vol. 1 #93 | 2006. június       | Brian Michael Bendis | Mark Bagley | Bárány Ferenc | Deadpool (Part III)   | Holtbiztos: Deadpool – 2. rész |
| Ultimate Spider-man Vol. 1 #94 | 2006. július       | Brian Michael Bendis | Mark Bagley | Bárány Ferenc | Deadpool (Part IV)    | A cím nem került lefordításra  |

### A Csodálatos Pókember #65
- Megjelent: 2008. november
- Borító eredetije: Ultimate Spider-man Vol. 1 #95 (2006. július)
- Borítót rajzolta: Mark Bagley
- Eredeti ár: 660 Ft
- Főbb szereplők:

| eredeti kiadvány               | eredeti megjelenés | írta                 | rajzolta    | fordította    | történet eredeti címe | történet magyar címe          |
| ------------------------------ | ------------------ | -------------------- | ----------- | ------------- | --------------------- | ----------------------------- |
| Ultimate Spider-man Vol. 1 #95 | 2006. július       | Brian Michael Bendis | Mark Bagley | Bárány Ferenc | Morbius (Part I)      | Morbius                       |
| Ultimate Spider-man Vol. 1 #96 | 2006. augusztus    | Brian Michael Bendis | Mark Bagley | Bárány Ferenc | Morbius (Part II)     | A cím nem került lefordításra |

### A Csodálatos Pókember #66
- Megjelent: 2008. december
- Borító eredetije: Ultimate Spider-man Vol. 1 #97 (2006. szeptember)
- Borítót rajzolta: Mark Bagley és Richard Isanove
- Eredeti ár: 660 Ft
- Főbb szereplők:
- Megjegyzés: A füzet közepén az Ultimate Spider-man Vol. 1 #97, a füzet végén pedig az Ultimate Spider-man Vol. 1 #98 számainak eredeti, amerikai borítói láthatók 1-1 oldalnyi terjedelemben.

| eredeti kiadvány               | eredeti megjelenés | írta                 | rajzolta    | fordította    | történet eredeti címe | történet magyar címe          |
| ------------------------------ | ------------------ | -------------------- | ----------- | ------------- | --------------------- | ----------------------------- |
| Ultimate Spider-man Vol. 1 #97 | 2006. szeptember   | Brian Michael Bendis | Mark Bagley | Bárány Ferenc | Clone Saga (Part I)   | Klónsztori 1. rész            |
| Ultimate Spider-man Vol. 1 #98 | 2006. október      | Brian Michael Bendis | Mark Bagley | Bárány Ferenc | Clone Saga (Part II)  | A cím nem került lefordításra |

### A Csodálatos Pókember #67
- Megjelent: 2009. január
- Borító eredetije: Ultimate Spider-man Annual Vol. 1 #2 (2006. október)
- Borítót rajzolta: Mark Brooks
- Eredeti ár: 660 Ft
- Főbb szereplők:
- Megjegyzés: A füzet hátsó belső borítóján az Ultimate Spider-man Vol. 1 #99 és az Ultimate Spider-man Annual Vol. 1 #2 számainak eredeti, amerikai borítói láthatók 1 oldalnyi terjedelemben.

| eredeti kiadvány                     | eredeti megjelenés | írta                 | rajzolta    | fordította    | történet eredeti címe               | történet magyar címe |
| ------------------------------------ | ------------------ | -------------------- | ----------- | ------------- | ----------------------------------- | -------------------- |
| Ultimate Spider-man Vol. 1 #99       | 2006. október      | Brian Michael Bendis | Mark Bagley | Bárány Ferenc | Clone Saga (Part III)               | Klónsztori 2. rész   |
| Ultimate Spider-man Annual Vol. 1 #2 | 2006. október      | Brian Michael Bendis | Mark Brooks | Bárány Ferenc | The Death of Captain Jeanne DeWolfe | Alvilág              |

### A Csodálatos Pókember #68
- Megjelent: 2009. február
- Borító eredetije: Ultimate Spider-man Vol. 1 #100 (2006. október)
- Borítót rajzolta: Mark Bagley
- Eredeti ár: 660 Ft
- Főbb szereplők:
- Megjegyzés: Az amerikai #100 szám borítója kisebb átalakításokkal került a magyar elülső fedlapra. A füzet közepén 1 oldalas „Levelek a Pókhálóból” rovat olvasható. A képújság végén az Ultimate Spider-man Vol. 1 #100 számainak eredeti, amerikai borítója látható 1 oldalnyi terjedelemben.

| eredeti kiadvány                     | eredeti megjelenés | írta                 | rajzolta    | fordította    | történet eredeti címe               | történet magyar címe |
| ------------------------------------ | ------------------ | -------------------- | ----------- | ------------- | ----------------------------------- | -------------------- |
| Ultimate Spider-man Vol. 1 #100      | 2006. november     | Brian Michael Bendis | Mark Bagley | Bárány Ferenc | Clone Saga (Part IV)                | Klónsztori 3. rész   |
| Ultimate Spider-man Annual Vol. 1 #2 | 2006. október      | Brian Michael Bendis | Mark Brooks | Bárány Ferenc | The Death of Captain Jeanne DeWolfe | Alvilág 2. rész      |

### A Csodálatos Pókember #69
- Megjelent: 2009. március
- Borító eredetije: Ultimate Spider-man Vol. 1 #102 (2007. január)
- Borítót rajzolta: Mark Bagley
- Eredeti ár: 660 Ft
- Főbb szereplők:
- Megjegyzés: A füzet közepén az Ultimate Spider-man Vol. 1 #101 és #102 számainak eredeti, amerikai borítói láthatók 1 oldalnyi terjedelemben. E számban került kihirdetésre a 2008/8-as (62. szám) kiadványban közölt közvélemény-kutatás végeredménye (kedvenc borító, ellenség, mellékszereplő és történet témakörökben). A füzet végén 1 oldalas „Levelek a Pókhálóból” rovat olvasható.

| eredeti kiadvány                | eredeti megjelenés | írta                 | rajzolta    | fordította    | történet eredeti címe | történet magyar címe          |
| ------------------------------- | ------------------ | -------------------- | ----------- | ------------- | --------------------- | ----------------------------- |
| Ultimate Spider-man Vol. 1 #101 | 2006. december     | Brian Michael Bendis | Mark Bagley | Bárány Ferenc | Clone Saga (Part V)   | Klónsztori 4. rész            |
| Ultimate Spider-man Vol. 1 #102 | 2007. január       | Brian Michael Bendis | Mark Bagley | Bárány Ferenc | Clone Saga (Part VI)  | A cím nem került lefordításra |

### A Csodálatos Pókember #70
- Megjelent: 2009. április
- Borító eredetije: Ultimate Spider-man Vol. 1 #103 (2007. február)
- Borítót rajzolta: Mark Bagley és Richard Isanove
- Eredeti ár: 660 Ft
- Főbb szereplők:
- Megjegyzés: A füzet közepén az Ultimate Spider-man Vol. 1 #103 és #104 számainak eredeti, amerikai borítói láthatók 1 oldalnyi terjedelemben. E lap kibővített terjedelemmel jelent meg (+ 8 oldallal).

| eredeti kiadvány                | eredeti megjelenés | írta                 | rajzolta    | fordította    | történet eredeti címe  | történet magyar címe          |
| ------------------------------- | ------------------ | -------------------- | ----------- | ------------- | ---------------------- | ----------------------------- |
| Ultimate Spider-man Vol. 1 #103 | 2007. február      | Brian Michael Bendis | Mark Bagley | Bárány Ferenc | Clone Saga (Part VII)  | Klónsztori 5. rész            |
| Ultimate Spider-man Vol. 1 #104 | 2007. március      | Brian Michael Bendis | Mark Bagley | Bárány Ferenc | Clone Saga (Part VIII) | A cím nem került lefordításra |

### A Csodálatos Pókember #71
- Megjelent: 2009. május
- Borító eredetije: Ultimate Spider-man Vol. 1 #106 (2007. május)
- Borítót rajzolta: Mark Bagley
- Eredeti ár: 760 Ft
- Főbb szereplők:
- Megjegyzés: A füzet közepén az Ultimate Spider-man Vol. 1 #105 és #106 számainak eredeti, amerikai borítói láthatók 1 oldalnyi terjedelemben.

| eredeti kiadvány                | eredeti megjelenés | írta                 | rajzolta    | fordította    | történet eredeti címe     | történet magyar címe        |
| ------------------------------- | ------------------ | -------------------- | ----------- | ------------- | ------------------------- | --------------------------- |
| Ultimate Spider-man Vol. 1 #105 | 2007. április      | Brian Michael Bendis | Mark Bagley | Bárány Ferenc | Clone Saga: Epilogue      | Klónsztori: Epilógus        |
| Ultimate Spider-man Vol. 1 #106 | 2007. május        | Brian Michael Bendis | Mark Bagley | Bárány Ferenc | Ultimate Knights (Part I) | Harcosok szövetsége 1. rész |

### A Csodálatos Pókember #72
- Megjelent: 2009. június
- Borító eredetije: Ultimate Spider-man Vol. 1 #107 (2007. május)
- Borítót rajzolta: Mark Bagley
- Eredeti ár: 760 Ft
- Főbb szereplők:
- Megjegyzés: A füzet közepén az Ultimate Spider-man Vol. 1 #107 és #108 számainak eredeti, amerikai borítói láthatók 1-1 oldalnyi terjedelemben.

| eredeti kiadvány                | eredeti megjelenés | írta                 | rajzolta    | fordította    | történet eredeti címe       | történet magyar címe          |
| ------------------------------- | ------------------ | -------------------- | ----------- | ------------- | --------------------------- | ----------------------------- |
| Ultimate Spider-man Vol. 1 #107 | 2007. május        | Brian Michael Bendis | Mark Bagley | Bárány Ferenc | Ultimate Knights (Part II)  | Harcosok szövetsége 2. rész   |
| Ultimate Spider-man Vol. 1 #108 | 2007. június       | Brian Michael Bendis | Mark Bagley | Bárány Ferenc | Ultimate Knights (Part III) | A cím nem került lefordításra |

### A Csodálatos Pókember #73
- Megjelent: 2009. július
- Borító eredetije: Ultimate Spider-man Vol. 1 #109 (2007. július)
- Borítót rajzolta: Mark Bagley
- Eredeti ár: 760 Ft
- Főbb szereplők:
- Megjegyzés: A füzet közepén az Ultimate Spider-man Vol. 1 #109, a füzet végén pedig az Ultimate Spider-man Vol. 1 #110 számainak eredeti, amerikai borítói láthatók 1-1 oldalnyi terjedelemben.

| eredeti kiadvány                | eredeti megjelenés | írta                 | rajzolta    | fordította    | történet eredeti címe      | történet magyar címe          |
| ------------------------------- | ------------------ | -------------------- | ----------- | ------------- | -------------------------- | ----------------------------- |
| Ultimate Spider-man Vol. 1 #109 | 2007. július       | Brian Michael Bendis | Mark Bagley | Bárány Ferenc | Ultimate Knights (Part IV) | Harcosok szövetsége 3. rész   |
| Ultimate Spider-man Vol. 1 #110 | 2007. augusztus    | Brian Michael Bendis | Mark Bagley | Bárány Ferenc | Ultimate Knights (Part V)  | A cím nem került lefordításra |

### A Csodálatos Pókember #74
- Megjelent: 2009. augusztus
- Borító eredetije: Ultimate Spider-man Vol. 1 #112 (2007. október)
- Borítót rajzolta: Stuart Immonen
- Eredeti ár: 760 Ft
- Főbb szereplők:
- Megjegyzés: A füzet közepén az Ultimate Spider-man Vol. 1 #111 és #112 számainak eredeti, amerikai borítói láthatók 1 oldalnyi terjedelemben. A füzet végén 1 oldalas „Levelek a Pókhálóból” rovat olvasható. Ugyancsak e lapban, a képregény felénél, Mark Bagley, a sorozat addigi rajzolójának az olvasókhoz szánt búcsúszavai olvashatók 1 oldalnyi terjedelemben. E képújsághoz mellékletként járt egy A/5-ös méretű Transformers: Revenge of the Fallen poszter is.

| eredeti kiadvány                | eredeti megjelenés | írta                 | rajzolta                      | fordította    | történet eredeti címe      | történet magyar címe      |
| ------------------------------- | ------------------ | -------------------- | ----------------------------- | ------------- | -------------------------- | ------------------------- |
| Ultimate Spider-man Vol. 1 #111 | 2007. szeptember   | Brian Michael Bendis | Mark Bagley és Stuart Immonen | Bárány Ferenc | The Talk                   | A nagy beszélgetés        |
| Ultimate Spider-man Vol. 1 #112 | 2007. október      | Brian Michael Bendis | Stuart Immonen                | Bárány Ferenc | Death of a Goblin (Part I) | Egy Manó halála – 1. rész |

### A Csodálatos Pókember #75
- Megjelent: 2009. szeptember
- Borító eredetije: Ultimate Spider-man Vol. 1 #113 (2007. november)
- Borítót rajzolta: Stuart Immonen
- Eredeti ár: 760 Ft
- Főbb szereplők:
- Megjegyzés: A füzet közepén az Ultimate Spider-man Vol. 1 #113, a füzet végén pedig az Ultimate Spider-man Vol. 1 #114 számainak eredeti, amerikai borítói láthatók 1-1 oldalnyi terjedelemben. A füzet végén 1 oldalas „Levelek a Pókhálóból” rovat olvasható.

| eredeti kiadvány                | eredeti megjelenés | írta                 | rajzolta       | fordította    | történet eredeti címe        | történet magyar címe          |
| ------------------------------- | ------------------ | -------------------- | -------------- | ------------- | ---------------------------- | ----------------------------- |
| Ultimate Spider-man Vol. 1 #113 | 2007. november     | Brian Michael Bendis | Stuart Immonen | Bárány Ferenc | Death of a Goblin (Part II)  | Egy Manó halála – 2. rész     |
| Ultimate Spider-man Vol. 1 #114 | 2007. november     | Brian Michael Bendis | Stuart Immonen | Bárány Ferenc | Death of a Goblin (Part III) | A cím nem került lefordításra |

### A Csodálatos Pókember #76
- Megjelent: 2009. október
- Borító eredetije: Ultimate Spider-man Vol. 1 #116 (2008. január)
- Borítót rajzolta: Stuart Immonen
- Eredeti ár: 760 Ft
- Főbb szereplők:
- Megjegyzés: A füzet közepén az Ultimate Spider-man Vol. 1 #115 és #116 számainak eredeti, amerikai borítói láthatók 1-1 oldalnyi terjedelemben.

| eredeti kiadvány                | eredeti megjelenés | írta                 | rajzolta       | fordította    | történet eredeti címe       | történet magyar címe          |
| ------------------------------- | ------------------ | -------------------- | -------------- | ------------- | --------------------------- | ----------------------------- |
| Ultimate Spider-man Vol. 1 #115 | 2007. december     | Brian Michael Bendis | Stuart Immonen | Bárány Ferenc | Death of a Goblin (Part IV) | Egy Manó halála – 3. rész     |
| Ultimate Spider-man Vol. 1 #116 | 2008. január       | Brian Michael Bendis | Stuart Immonen | Bárány Ferenc | Death of a Goblin (Part V)  | A cím nem került lefordításra |

### A Csodálatos Pókember #77
- Megjelent: 2009. november
- Borító eredetije: Ultimate Spider-man Vol. 1 #118 (2008. február)
- Borítót rajzolta: Stuart Immonen
- Eredeti ár: 760 Ft
- Főbb szereplők:
- Megjegyzés: A füzet közepén az Ultimate Spider-man Vol. 1 #117, a füzet végén pedig az Ultimate Spider-man Vol. 1 #118 számainak eredeti, amerikai borítói láthatók 1-1 oldalnyi terjedelemben. A füzet végén 1 oldalas „Levelek a Pókhálóból” rovat olvasható.

| eredeti kiadvány                | eredeti megjelenés | írta                 | rajzolta       | fordította    | történet eredeti címe                       | történet magyar címe                 |
| ------------------------------- | ------------------ | -------------------- | -------------- | ------------- | ------------------------------------------- | ------------------------------------ |
| Ultimate Spider-man Vol. 1 #117 | 2008. február      | Brian Michael Bendis | Stuart Immonen | Bárány Ferenc | Death of a Goblin (Part VI)                 | Egy Manó halála – 4. rész            |
| Ultimate Spider-man Vol. 1 #118 | 2008. február      | Brian Michael Bendis | Stuart Immonen | Bárány Ferenc | Spider-Man and His Amazing Friends (Part I) | Azért vannak a jó barátok… - 1. rész |

### A Csodálatos Pókember #78
- Megjelent: 2009. december
- Borító eredetije: Ultimate Spider-man Vol. 1 #120 (2008. május)
- Borítót rajzolta: Stuart Immonen és Richard Isanove
- Eredeti ár: 760 Ft
- Főbb szereplők:
- Megjegyzés: A füzet közepén az Ultimate Spider-man Vol. 1 #119 és #120 számainak eredeti, amerikai borítói láthatók 1-1 oldalnyi terjedelemben.

| eredeti kiadvány                | eredeti megjelenés | írta                 | rajzolta       | fordította    | történet eredeti címe                         | történet magyar címe                 |
| ------------------------------- | ------------------ | -------------------- | -------------- | ------------- | --------------------------------------------- | ------------------------------------ |
| Ultimate Spider-man Vol. 1 #119 | 2008. április      | Brian Michael Bendis | Stuart Immonen | Bárány Ferenc | Spider-Man and His Amazing Friends (Part II)  | Azért vannak a jó barátok… - 2. rész |
| Ultimate Spider-man Vol. 1 #120 | 2008. május        | Brian Michael Bendis | Stuart Immonen | Bárány Ferenc | Spider-Man and His Amazing Friends (Part III) | A cím nem került lefordításra        |

### A Csodálatos Pókember #79
- Megjelent: 2010. január
- Borító eredetije: Ultimate Power Vol. 1 #1 (2006. október)
- Borítót rajzolta: Greg Land
- Eredeti ár: 760 Ft
- Főbb szereplők:
- Dokumentáció: 1 oldalas Fantasztikus Négyes-jellemzés a füzet hátsó belső borítóján.
- Megjegyzés: A füzet elülső belső borítóján 1 oldalas „Levelek a Pókhálóból” rovat olvasható. A füzet közepén az Ultimate Spider-man Vol. 1 #121 és az Ultimate Power Vol. 1 #1 számainak eredeti, amerikai borítói láthatók egy hosszabb szöveges bevezető kíséretében, amely az Újvilág: Hatalomról és az Ultimátumról szól.

| eredeti kiadvány                | eredeti megjelenés | írta                 | rajzolta       | fordította  | történet eredeti címe   | történet magyar címe       |
| ------------------------------- | ------------------ | -------------------- | -------------- | ----------- | ----------------------- | -------------------------- |
| Ultimate Spider-man Vol. 1 #121 | 2008. június       | Brian Michael Bendis | Stuart Immonen | Bayer Antal | Omega Red               | Vörös omega                |
| Ultimate Power Vol. 1 #1        | 2006. december     | Brian Michael Bendis | Greg Land      | Bayer Antal | Ultimate Power (Part I) | Újvilág: Hatalom – 1. rész |

### A Csodálatos Pókember #80
- Megjelent: 2010. február
- Borító eredetije: Ultimate Spider-man Vol. 1 #122 (2008. július)
- Borítót rajzolta: Stuart Immonen
- Eredeti ár: 760 Ft
- Főbb szereplők:
- Megjegyzés: A füzet közepén az Ultimate Spider-man Vol. 1 #122 és az Ultimate Power Vol. 1 #2 számainak eredeti, amerikai borítói láthatók féloldalnyi terjedelemben. A füzet hátsó belső borítóján 1 oldalas „Levelek a Pókhálóból” rovat olvasható.

| eredeti kiadvány                | eredeti megjelenés | írta                 | rajzolta       | fordította  | történet eredeti címe                | történet magyar címe       |
| ------------------------------- | ------------------ | -------------------- | -------------- | ----------- | ------------------------------------ | -------------------------- |
| Ultimate Spider-man Vol. 1 #122 | 2008. július       | Brian Michael Bendis | Stuart Immonen | Bayer Antal | The Worst Day In Peter Parker's Life | A Rengető                  |
| Ultimate Power Vol. 1 #2        | 2007. január       | Brian Michael Bendis | Greg Land      | Bayer Antal | Ultimate Power (Part II)             | Újvilág: Hatalom – 2. rész |

### A Csodálatos Pókember #81
- Megjelent: 2010. március
- Borító eredetije: Ultimate Spider-man Vol. 1 #123 (2008. augusztus)
- Borítót rajzolta: Stuart Immonen
- Eredeti ár: 760 Ft
- Főbb szereplők:
- Megjegyzés: A füzet hátsó belső borítóján az Ultimate Spider-man Vol. 1 #123 és az Ultimate Power Vol. 1 #3 számainak eredeti, amerikai borítói láthatók féloldalnyi terjedelemben.

| eredeti kiadvány                | eredeti megjelenés | írta                 | rajzolta       | fordította    | történet eredeti címe         | történet magyar címe       |
| ------------------------------- | ------------------ | -------------------- | -------------- | ------------- | ----------------------------- | -------------------------- |
| Ultimate Spider-man Vol. 1 #123 | 2008. augusztus    | Brian Michael Bendis | Stuart Immonen | Bárány Ferenc | War of the Symbiotes (Part I) | A szimbióták háborúja      |
| Ultimate Power Vol. 1 #3        | 2007. február      | Brian Michael Bendis | Greg Land      | Bayer Antal   | Ultimate Power (Part III)     | Újvilág: Hatalom – 3. rész |

### A Csodálatos Pókember #82
- Megjelent: 2010. április
- Borító eredetije: Ultimate Spider-man Vol. 1 #124 (2008. szeptember)
- Borítót rajzolta: Stuart Immonen és Richard Isanove
- Eredeti ár: 760 Ft
- Főbb szereplők:
- Megjegyzés: A füzet közepén az Ultimate Spider-man Vol. 1 #124 a lap legvégén pedig az Ultimate Power Vol. 1 #4 számainak eredeti, amerikai borítói láthatók 1-1 oldalnyi terjedelemben.

| eredeti kiadvány                | eredeti megjelenés | írta                   | rajzolta       | fordította    | történet eredeti címe          | történet magyar címe            |
| ------------------------------- | ------------------ | ---------------------- | -------------- | ------------- | ------------------------------ | ------------------------------- |
| Ultimate Spider-man Vol. 1 #124 | 2008. szeptember   | Brian Michael Bendis   | Stuart Immonen | Bárány Ferenc | War of the Symbiotes (Part II) | A szimbióták háborúja – 2. rész |
| Ultimate Power Vol. 1 #4        | 2007. június       | J. Michael Straczynski | Greg Land      | Bayer Antal   | Ultimate Power (Part IV)       | Újvilág: Hatalom – 4. rész      |

### A Csodálatos Pókember #83
- Megjelent: 2010. május
- Borító eredetije: Ultimate Spider-man Vol. 1 #125 (2008. október)
- Borítót rajzolta: Stuart Immonen
- Eredeti ár: 760 Ft
- Főbb szereplők:
- Megjegyzés: A füzet közepén az Ultimate Spider-man Vol. 1 #125 és az Ultimate Power Vol. 1 #5 számainak eredeti, amerikai borítói láthatók 1 oldalnyi terjedelemben.

| eredeti kiadvány                | eredeti megjelenés | írta                   | rajzolta       | fordította    | történet eredeti címe           | történet magyar címe            |
| ------------------------------- | ------------------ | ---------------------- | -------------- | ------------- | ------------------------------- | ------------------------------- |
| Ultimate Spider-man Vol. 1 #125 | 2008. október      | Brian Michael Bendis   | Stuart Immonen | Bárány Ferenc | War of the Symbiotes (Part III) | A szimbióták háborúja – 3. rész |
| Ultimate Power Vol. 1 #5        | 2007. június       | J. Michael Straczynski | Greg Land      | Bayer Antal   | Ultimate Power (Part V)         | Újvilág: Hatalom – 5. rész      |

### A Csodálatos Pókember #84
- Megjelent: 2010. június
- Borító eredetije: Ultimate Spider-man Vol. 1 #126 (2008. november)
- Borítót rajzolta: Stuart Immonen
- Eredeti ár: 760 Ft
- Főbb szereplők:
- Megjegyzés: A füzet legvégén az Ultimate Spider-man Vol. 1 #126 és az Ultimate Power Vol. 1 #6 számainak eredeti, amerikai borítói láthatók 1 oldalnyi terjedelemben.

| eredeti kiadvány                | eredeti megjelenés | írta                   | rajzolta       | fordította    | történet eredeti címe          | történet magyar címe            |
| ------------------------------- | ------------------ | ---------------------- | -------------- | ------------- | ------------------------------ | ------------------------------- |
| Ultimate Spider-man Vol. 1 #126 | 2008. november     | Brian Michael Bendis   | Stuart Immonen | Bárány Ferenc | War of the Symbiotes (Part IV) | A szimbióták háborúja – 4. rész |
| Ultimate Power Vol. 1 #6        | 2007. szeptember   | J. Michael Straczynski | Greg Land      | Bayer Antal   | Ultimate Power (Part VI)       | Újvilág: Hatalom – 6. rész      |

### A Csodálatos Pókember #85
- Megjelent: 2010. július
- Borító eredetije: Ultimate Spider-man Vol. 1 #127 (2008. december)
- Borítót rajzolta: Stuart Immonen
- Eredeti ár: 760 Ft
- Főbb szereplők:
- Megjegyzés: Az elülső belső borítón az Ultimate Spider-man Vol. 1 #127, a füzet végén pedig az Ultimate Power Vol. 1 #7 számainak eredeti, amerikai borítói láthatók 1-1 oldalnyi terjedelemben. Ugyancsak a füzet végén 1 oldalas „Levelek a Pókhálóból” rovat található.

| eredeti kiadvány                | eredeti megjelenés | írta                 | rajzolta       | fordította    | történet eredeti címe         | történet magyar címe            |
| ------------------------------- | ------------------ | -------------------- | -------------- | ------------- | ----------------------------- | ------------------------------- |
| Ultimate Spider-man Vol. 1 #127 | 2008. december     | Brian Michael Bendis | Stuart Immonen | Bárány Ferenc | War of the Symbiotes (Part V) | A szimbióták háborúja – 5. rész |
| Ultimate Power Vol. 1 #7        | 2007. október      | Jeph Loeb            | Greg Land      | Bayer Antal   | Ultimate Power (Part VII)     | Újvilág: Hatalom – 7. rész      |

### A Csodálatos Pókember #86
- Megjelent: 2010. augusztus
- Borító eredetije: Ultimate Spider-man Vol. 1 #128 (2009. január)
- Borítót rajzolta: Stuart Immonen és Richard Isanove
- Eredeti ár: 760 Ft
- Főbb szereplők:
- Dokumentáció: 1 oldalas „A különítmény”-jellemzés a füzet legvégén.
- Megjegyzés: Az elülső belső borítón az Ultimate Spider-man Vol. 1 #128, a füzet közepén az Ultimate Power Vol. 1 #8 számainak eredeti, amerikai borítói láthatók 1-1 oldalnyi terjedelemben.

| eredeti kiadvány                | eredeti megjelenés | írta                 | rajzolta       | fordította  | történet eredeti címe          | történet magyar címe            |
| ------------------------------- | ------------------ | -------------------- | -------------- | ----------- | ------------------------------ | ------------------------------- |
| Ultimate Spider-man Vol. 1 #128 | 2009. január       | Brian Michael Bendis | Stuart Immonen | Bayer Antal | War of the Symbiotes (Part VI) | A szimbióták háborúja – 6. rész |
| Ultimate Power Vol. 1 #8        | 2007. december     | Jeph Loeb            | Greg Land      | Bayer Antal | Ultimate Power (Part VIII)     | Újvilág: Hatalom – 8. rész      |

### A Csodálatos Pókember #87
- Megjelent: 2010. szeptember
- Borító eredetije: Ultimate Spider-man Vol. 1 #129 (2009. február)
- Borítót rajzolta: Stuart Immonen és Richard Isanove
- Eredeti ár: 760 Ft
- Főbb szereplők:
- Dokumentáció: 1 oldalas „Ultimátum”-bevezető az elülső belső borítón.
- Megjegyzés: A füzet közepén az Ultimate Spider-man Vol. 1 #129 és Ultimate Power Vol. 1 #9 eredeti, amerikai borítói láthatók 1 oldalnyi terjedelemben.

| eredeti kiadvány                | eredeti megjelenés | írta                 | rajzolta       | fordította   | történet eredeti címe    | történet magyar címe                  |
| ------------------------------- | ------------------ | -------------------- | -------------- | ------------ | ------------------------ | ------------------------------------- |
| Ultimate Spider-man Vol. 1 #129 | 2009. február      | Brian Michael Bendis | Stuart Immonen | Benes Attila | Ultimatum (Part I)       | Ultimátum                             |
| Ultimate Power Vol. 1 #9        | 2008. február      | Jeph Loeb            | Greg Land      | Bayer Antal  | Ultimate Power (Part IX) | Újvilág: Hatalom – 9. (befejező) rész |

### A Csodálatos Pókember #88
- Megjelent: 2010. október
- Borító eredetije: Ultimate Spider-man Vol. 1 #131 (2009. április)
- Borítót rajzolta: Stuart Immonen és Richard Isanove
- Eredeti ár: 760 Ft
- Főbb szereplők:
- Megjegyzés: A füzet közepén az Ultimate Spider-man Vol. 1 #130 és #131 eredeti, amerikai borítói láthatók 1-1 oldalnyi terjedelemben. A füzet legvégén 1 oldalas „Levelek a Pókhálóból” rovat található.

| eredeti kiadvány                | eredeti megjelenés | írta                 | rajzolta       | fordította    | történet eredeti címe | történet magyar címe          |
| ------------------------------- | ------------------ | -------------------- | -------------- | ------------- | --------------------- | ----------------------------- |
| Ultimate Spider-man Vol. 1 #130 | 2009. március      | Brian Michael Bendis | Stuart Immonen | Bárány Ferenc | Ultimatum (Part II)   | Ultimátum                     |
| Ultimate Spider-man Vol. 1 #131 | 2009. április      | Brian Michael Bendis | Stuart Immonen | Bárány Ferenc | Ultimatum (Part III)  | A cím nem került lefordításra |

### A Csodálatos Pókember #89
- Megjelent: 2010. november
- Borító eredetije: Ultimate Spider-man Vol. 1 #133 (2009. június)
- Borítót rajzolta: Mark Bagley
- Eredeti ár: 760 Ft
- Főbb szereplők:
- Megjegyzés: A füzet közepén az Ultimate Spider-man Vol. 1 #132 és #133 eredeti, amerikai borítói láthatók 1-1 oldalnyi terjedelemben. A füzet hátsó belső borítóján 1 oldalas „Levelek a Pókhálóból” rovat található. A füzet második története nem tartalmaz szöveget (nem nyomtatási hiba).

| eredeti kiadvány                | eredeti megjelenés | írta                 | rajzolta       | fordította    | történet eredeti címe  | történet magyar címe          |
| ------------------------------- | ------------------ | -------------------- | -------------- | ------------- | ---------------------- | ----------------------------- |
| Ultimate Spider-man Vol. 1 #132 | 2009. július       | Brian Michael Bendis | Stuart Immonen | Bárány Ferenc | Ultimatum (Part IV)    | Ultimátum                     |
| Ultimate Spider-man Vol. 1 #133 | 2009. június       | Brian Michael Bendis | Stuart Immonen | Bárány Ferenc | Ultimatum (Conclusion) | A cím nem került lefordításra |

### A Csodálatos Pókember #90
- Megjelent: 2010. december
- Borító eredetije: Ultimatum: Spider-Man Requiem Vol. 1 #1 (2009. augusztus)
- Borítót rajzolta: Stuart Immonen
- Eredeti ár: 760 Ft
- Főbb szereplők:
- Dokumentáció: „Az Újvilág (Ultimate) Univerzum 2 oldalas, valamint „Pókember 1989-2010…és tovább!” szintén 2 oldalas képes dokumentációk.
- Megjegyzés: A Csodálatos Pókember 2. sorozatának utolsó száma. Leghátul az Ultimatum: Spider-Man Requiem Vol. 1 #1 és #2 eredeti, amerikai borítói láthatók 1-1 oldalnyi terjedelemben.

| eredeti kiadvány                        | eredeti megjelenés | írta                 | rajzolta                      | fordította    | történet eredeti címe | történet magyar címe          |
| --------------------------------------- | ------------------ | -------------------- | ----------------------------- | ------------- | --------------------- | ----------------------------- |
| Ultimatum: Spider-Man Requiem Vol. 1 #1 | 2009. augusztus    | Brian Michael Bendis | Mark Bagley és Stuart Immonen | Bárány Ferenc | Requiem (Part I)      | A cím nem került lefordításra |
| Ultimatum: Spider-Man Requiem Vol. 1 #2 | 2009. szeptember   | Brian Michael Bendis | Mark Bagley és Stuart Immonen | Benes Attila  | Requiem (Part II)     | A cím nem került lefordításra |

## Lásd még
- Magyarul megjelent Pókember-képregények listája
- A Csodálatos Pókember
- A Csodálatos Pókember (3. sorozat)

## Külső hivatkozások
- A SEMIC Interprint utódjának az ADOC-SEMIC honlapja
- A sorozat adatlapja a db.kepregeny.neten[halott link]